# Černá Hora (browar)
Černá Hora – czeski browar zlokalizowany w miejscowości Černá Hora (kraj południowomorawski).

## Historia

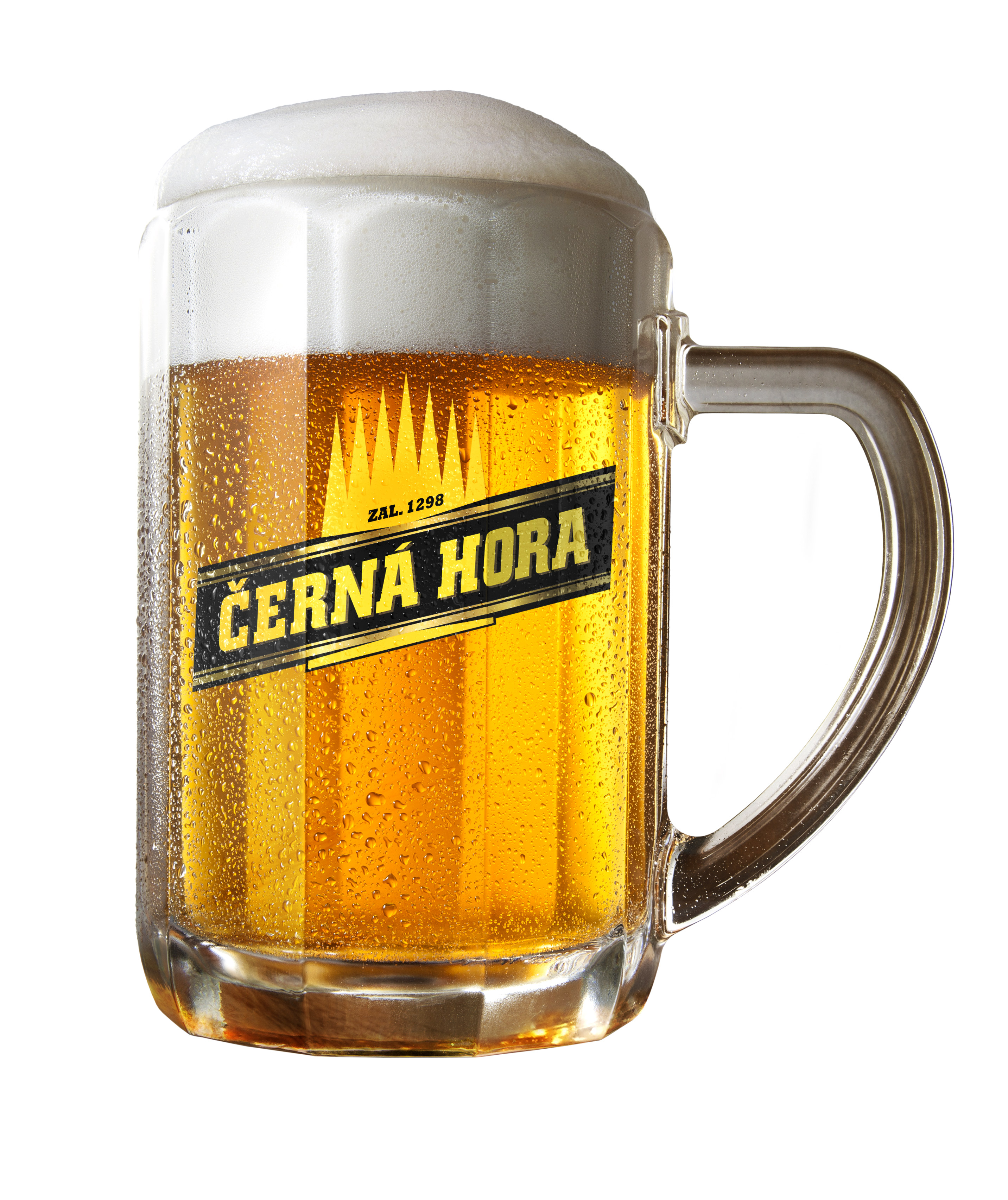
Kufel piwa z Černé Hory

Pierwsza pośrednia wzmianka o piwie czarnohorskim pochodzi z 16 lipca 1298, kiedy to pito ten napój podczas uroczystości zrzeczenia się swoich praw do majątków w Dobřínsku i Petrovicach przez Eberharda ze Steindorfu i przekazania ich zakonowi templariuszy. W 1308 Hartleb II z Boskovic wniósł browar do dóbr templariuszy, kiedy pasowano go na rycerza tego zakonu. Tą drogą browar stał się własnością zakonną. Pierwsze pisemne wspomnienie browaru pochodzi z 1530, kiedy to wymieniono go jako własność Tasa i Jaroslava z Boskovic. W 1597 zakład stał się własnością rodu Liechtensteinów i w 1680 został przez Karla Eusebia z Liechtensteina generalnie wyremontowany. 4 maja 1802 browar został zniszczony w wyniku pożaru. Po odnowieniu, w 1830 zakupił go ród możnowładców z Geislernu, a następnie (w 1842) ród Nebel-Türkheim. W 1857 kolejna właścicielką zakładu stała się panna Henrietta Pereira-Arnstein. Od 1859 do 1873 browar po raz pierwszy pozostawał w dzierżawie, a dzierżawcą był Maxmilián Polák. W 1868 zdarzył się w browarze kolejny pożar, jednak został ugaszony, a zniszczeniu uległy przede wszystkim dachy. W latach 1871–1873 hrabia August Fries postawił nowe zabudowania browarne, a stare przeznaczono na słodownię i inne pomieszczenia gospodarcze. Po czterech latach przedsiębiorstwo nie przynosiło zysku i wydzierżawiono je kupcowi Szymonowi Lövovi, który dzierżawił je do 1894. Następnym najemcą był Vilém Umgelter z Brna, a potem zakład stał się własnością spółki rolniczej. 3 lipca 1948 browar znacjonalizowano i włączono do Středomoravských pivovarů z Brna, w związku z czym stracił on samodzielność. W 1952 powołano przedsiębiorstwo Moravské pivovary z siedzibą w Černé Hoře i przyłączono doń inne lokalne zakłady piwowarskie, ale w 1954 zakład wrócił do Středomoravských pivovarů. 1 lipca 1960 włączono go do przedsiębiorstwa Jihomoravské pivovary z Brna. W 1996 browar stał się spółką akcyjną pod nazwą Pivovar Černá Hora a.s. 1 kwietnia 2010 browar stał się siódmym zakładem grupy Lobkowicz.

## Produkty
Browar wytwarza w 2019 następujące piwa:
- Matouš, piwo lagerowe, alkohol 4,2% objętości,
- Tas, jasne piwo beczkowe, alkohol 4% objętości,
- Páter, piwo lagerowe, alkohol 4,4% objętości,
- Ležák, piwo lagerowe, alkohol 4,8% objętości,
- Sklepní, jasne piwo beczkowe, niefiltrowane, alkohol 4,2% objętości,
- Granát, piwo lagerowe ciemne, alkohol 4,5% objętości,
- Velen, pszeniczny lager, niefiltrowany, alkohol 4,8% objętości,
- Borůvka, piwo lagerowe o smaku jagody, alkohol 4,4% objętości,
- Kvasar, piwo jasne, specjalne, z dodatkiem miodu, alkohol 5,7% objętości,
- Forman, piwo bezalkoholowe, półciemne, alkohol 0,49% objętości,
- Black Hill, cydr, alkohol 4,5% objętości[2].